# Liste der Mitglieder der Badischen Ständeversammlung 1903 bis 1904
Diese Liste umfasst die Mitglieder der Ständeversammlung des Großherzogtums Baden für die Sessionen des 41. ordentlichen Landtags. Die Eröffnung fand am 30. November 1903 statt. Die Schlusssitzung fiel auf den 20. Juli 1904. Insgesamt fanden 22 Sitzungen der Ersten Kammer und 131 Sitzungen der Zweiten Kammer statt.

## Präsidium der Ersten Kammer
Präsident: Prinz Karl von Baden

1. Vizepräsident: Graf Franz von Bodman

2. Vizepräsident: Geheimer Kommerzienrat Ferdinand Sander

## Mitglieder der Ersten Kammer

### Prinzen des Hauses Baden
- Erbgroßherzog Friedrich von Baden
- Prinz Maximilian von Baden
- Prinz Karl von Baden

### Standesherren
- Fürst Max Egon zu Fürstenberg (war nie anwesend)
- Fürst Ernst zu Leiningen (war nie anwesend), gefolgt im April 1904 von Fürst Emich zu Leiningen
- Fürst Erwein von der Leyen
- Fürst Ernst zu Löwenstein-Wertheim-Freudenberg
- Fürst Karl zu Löwenstein-Wertheim-Rosenberg
- Graf Emich zu Leiningen-Billigheim

### Vertreter der katholischen Kirche
- Thomas Nörber,[3] Erzbischof von Freiburg (war nie anwesend)

### Vertreter der evangelischen Landeskirche
- Friedrich Karl Oehler, Prälat der Evangelischen Landeskirche

### Vertreter des grundherrlichen Adels

#### Oberhalb der Murg
- Graf Robert von Andlaw
- Graf Franz von und zu Bodman
- Graf Konstantin von Hennin
- Freiherr Wilhelm von Röder, General z. D.

#### Unterhalb der Murg
- Freiherr Ernst August Göler von Ravensburg
- Graf Raban von Helmstatt
- Freiherr Udo von La Roche-Starkenfels,[3] Oberamtsrichter
- Freiherr Albrecht Rüdt von Collenberg-Bödigheim, Landgerichtsdirektor

### Vertreter der Landesuniversitäten
- Heinrich Buhl,[3] Geheimrat, Professor an der Universität Heidelberg und deren Vertreter im Landtag
- Gustav Rümelin,[3] Hofrat, Vertreter der Universität Freiburg

### Vom Großherzog ernannte Mitglieder
- Ferdinand Lewald, Geheimrat,[3] Präsident des Verwaltungsgerichtshofs
- Max Honsell,[3] Geheimrat, Oberbaudirektor
- Ludwig Schember, Senatspräsident
- Hans Bunte,[3] Geheimer Hofrat, Professor an der TH Karlsruhe
- Ferdinand Sander, Geheimer Kommerzienrat
- Robert Koelle,[3] Geheimer Kommerzienrat
- Carl Reiß,[3] Kommerzienrat
- Arthur Pfeilsticker, Kommerzienrat

## Präsidium der Zweiten Kammer
Präsident: Albert Gönner

1. Vizepräsident: Georg Karl Lauck

2. Vizepräsident: Karl Heimburger

## Die gewählten Abgeordneten der Zweiten Kammer
Seit 1871 wurden die badischen Wahlbezirke nicht mehr wie von 1819 bis 1870 üblich mit separaten Nummernkreisen für Stadtwahlbezirke und Ämterwahlbezirke unterschieden, sondern nach geographischen Gesichtspunkten von Süden nach Norden fortlaufend von 1 bis 56 nummeriert. Nachfolgend sind jedoch die Stadtwahlbezirke und die Ämterwahlbezirke in zwei separaten Abschnitten zusammengefasst, wodurch die Nummerierung der Wahlbezirke jeweils unvollständig erscheint.

### Stadtwahlbezirke
| Wahlbezirk | Bezeichnung des Wahlbezirks              | Name des Abgeordneten | Fraktion                          |
| ---------- | ---------------------------------------- | --------------------- | --------------------------------- |
| 3.         | Wahlbezirk der Stadt Konstanz            | Martin Venedey        | Deutsche Volkspartei (Demokraten) |
| 9.         | Wahlbezirk der Stadt Lörrach mit Stetten | Friedrich Vortisch    | Freisinnige Volkspartei           |
| 18. I.     | Wahlbezirk der Stadt Freiburg            | Constantin Fehrenbach | Zentrum                           |
| 18. II.    | Wahlbezirk der Stadt Freiburg            | Heinrich Bihler       | Zentrum                           |
| 21.        | Wahlbezirk der Stadt Lahr                | Ludwig Schneider      | Nationalliberale Partei           |
| 26.        | Wahlbezirk der Stadt Offenburg           | Oskar Muser           | Deutsche Volkspartei (Demokraten) |
| 31.        | Wahlbezirk der Stadt Baden               | Albert Gönner         | Nationalliberale Partei           |
| 32.        | Wahlbezirk der Stadt Rastatt             | Karl Franz            | Nationalliberale Partei           |
| 35. I.     | Wahlbezirk der Stadt Karlsruhe           | Gustav Binz           | Nationalliberale Partei           |
| 35. II.    | Wahlbezirk der Stadt Karlsruhe           | Robert Goldschmit     | Nationalliberale Partei           |
| 35. III.   | Wahlbezirk der Stadt Karlsruhe           | Paul Frühauf          | Freisinnige Volkspartei           |
| 37.        | Wahlbezirk der Stadt Durlach             | Christian Horst       | SPD                               |
| 41.        | Wahlbezirk der Stadt Bruchsal            | Karl Hoffmann         | Deutsche Volkspartei (Demokraten) |
| 42. I.     | Wahlbezirk der Stadt Pforzheim           | Hermann Schneider     | Nationalliberale Partei           |
| 42. II.    | Wahlbezirk der Stadt Pforzheim           | Albert Wittum         | Nationalliberale Partei           |
| 45. I.     | Wahlbezirk der Stadt Mannheim            | Robert Kramer         | SPD                               |
| 45. II.    | Wahlbezirk der Stadt Mannheim            | Gustav Lehmann        | SPD                               |
| 45. III.   | Wahlbezirk der Stadt Mannheim            | Albert Süßkind        | SPD                               |
| 48. I.     | Wahlbezirk der Stadt Heidelberg          | Rupert Rohrhurst      | Nationalliberale Partei           |
| 48. II.    | Wahlbezirk der Stadt Heidelberg          | Karl Wilckens         | Nationalliberale Partei           |

### Ämterwahlbezirke
| Wahlbezirk | Bezeichnung des Wahlbezirks                                                      | Name des Abgeordneten                                                          | Fraktion                          |
| ---------- | -------------------------------------------------------------------------------- | ------------------------------------------------------------------------------ | --------------------------------- |
| 1.         | Wahlbezirk der Ämter Überlingen und Pfullendorf mit Teilen des Amtes Stockach    | Friedrich Hug 1903 zurückgetreten, gefolgt von Büchner                         | Zentrum                           |
| 1.         | Wahlbezirk der Ämter Überlingen und Pfullendorf mit Teilen des Amtes Stockach    | August Karl Anton Büchner Mandatsnachfolger für den zurückgetretenen Hug       | Zentrum                           |
| 2.         | Wahlbezirk des Amtes Meßkirch mit Teilen des Amtes Stockach                      | Karl Hauser                                                                    | Nationalliberale Partei           |
| 4.         | Wahlbezirk des Amtes Konstanz                                                    | Josef Gießler                                                                  | Zentrum                           |
| 5.         | Wahlbezirk des Amtes Engen mit Teilen des Amtes Stockach                         | Emil Goldschmid                                                                | Nationalliberale Partei           |
| 6.         | Wahlbezirk des Amtes Bonndorf mit Teilen des Amtes Waldshut                      | Ferdinand Kriechle                                                             | Nationalliberale Partei           |
| 7.         | Wahlbezirk mit Teilen der Ämter Waldshut und Säckingen                           | Philipp Blümmel                                                                | Zentrum                           |
| 8.         | Wahlbezirk des Amtes St. Blasien mit Teilen der Ämter Schönau und Neustadt       | Adolf Ernst Birkenmayer                                                        | Zentrum                           |
| 10.        | Wahlbezirk des Amtes Lörrach (ohne Stetten)                                      | Karl Dreher                                                                    | Nationalliberale Partei           |
| 11.        | Wahlbezirk des Amtes Schopfheim mit Teilen der Ämter Säckingen und Schönau       | Georg Peter Weygoldt                                                           | Nationalliberale Partei           |
| 12.        | Wahlbezirk des Amtes Müllheim mit Teilen des Amtes Staufen                       | Ernst Blankenhorn                                                              | Nationalliberale Partei           |
| 13.        | Wahlbezirk des Amtes Donaueschingen                                              | Julius Kirsner                                                                 | Nationalliberale Partei           |
| 14.        | Wahlbezirk des Amtes Villingen mit Teilen des Amtes Neustadt                     | Benjamin Grüninger                                                             | Zentrum                           |
| 15.        | Wahlbezirk mit Teilen der Ämter Staufen und Freiburg                             | Ferdinand Kopf                                                                 | Zentrum                           |
| 16.        | Wahlbezirk des Amtes Breisach mit Teilen des Amtes Freiburg                      | Josef Julius Schüler                                                           | Zentrum                           |
| 17.        | Wahlbezirk des Amtes Waldkirch mit Teilen der Ämter Emmendingen und Freiburg     | Josef Stratz                                                                   | Zentrum                           |
| 19.        | Wahlbezirk mit Teilen des Amtes Emmendingen                                      | Wilhelm Pfefferle                                                              | Nationalliberale Partei           |
| 20.        | Wahlbezirk des Amtes Ettenheim mit Teilen des Amtes Emmendingen                  | Emil Armbruster                                                                | Zentrum                           |
| 22.        | Wahlbezirk des Amtes Lahr mit Teilen des Amtes Offenburg                         | Karl Heimburger                                                                | Deutsche Volkspartei (Demokraten) |
| 23.        | Wahlbezirk des Amtes Triberg mit Teilen des Amtes Wolfach                        | Josef Duffner                                                                  | Zentrum                           |
| 24.        | Wahlbezirk mit Teilen der Ämter Wolfach und Offenburg                            | Michael Josef Hennig                                                           | Zentrum                           |
| 25.        | Wahlbezirk mit Teilen des Amtes Offenburg                                        | Richard Hergt                                                                  | Zentrum                           |
| 27.        | Wahlbezirk des Amtes Kehl                                                        | Gustav Hauß                                                                    | Nationalliberale Partei           |
| 28.        | Wahlbezirk des Amtes Oberkirch mit Teilen des Amtes Achern                       | Franz Friedrich Geppert                                                        | Zentrum                           |
| 29.        | Wahlbezirk mit Teilen der Ämter Achern und Bühl                                  | Georg Karl Lauck                                                               | Zentrum                           |
| 30.        | Wahlbezirk des Amtes Baden mit Teilen der Ämter Bühl und Rastatt                 | Edmund Schmidt                                                                 | Zentrum                           |
| 33.        | Wahlbezirk mit Teilen des Amtes Rastatt                                          | Johann Anton Zehnter                                                           | Zentrum                           |
| 34.        | Wahlbezirk des Amtes Ettlingen mit Teilen des Amtes Rastatt                      | Joseph Morgenthaler                                                            | Zentrum                           |
| 36.        | Wahlbezirk des Amtes Karlsruhe                                                   | Theodor Lutz                                                                   | SPD                               |
| 38.        | Wahlbezirk des Amtes Durlach mit Teilen des Amtes Bruchsal                       | Franz Vorderer                                                                 | Deutsche Volkspartei (Demokraten) |
| 39.        | Wahlbezirk des Amtes Bretten mit Teilen des Amtes Bruchsal                       | Theodor Harsch                                                                 | Nationalliberale Partei           |
| 40.        | Wahlbezirk mit Teilen des Amtes Bruchsal                                         | Julius Breitner                                                                | Zentrum                           |
| 43.        | Wahlbezirk des Amtes Pforzheim                                                   | Robert Emil Eichhorn                                                           | SPD                               |
| 44.        | Wahlbezirk des Amtes Schwetzingen mit Teilen des Amtes Mannheim                  | Ferdinand Clauss 1903 annulliertes Mandat, gefolgt von dem neu gewählten Ihrig | Nationalliberale Partei           |
| 44.        | Wahlbezirk des Amtes Schwetzingen mit Teilen des Amtes Mannheim                  | Wilhelm Ihrig Nachfolger für das annullierte Mandat von Clauss                 | Deutsche Volkspartei (Demokraten) |
| 46.        | Wahlbezirk des Amtes Weinheim mit Teilen des Amtes Mannheim                      | Valentin Müller                                                                | Nationalliberale Partei           |
| 47.        | Wahlbezirk des Amtes Wiesloch mit Teilen des Amtes Heidelberg                    | Gustav Greiff                                                                  | Nationalliberale Partei           |
| 49.        | Wahlbezirk mit Teilen des Amtes Heidelberg                                       | Friedrich Mampel                                                               | Deutschsoziale Partei             |
| 50.        | Wahlbezirk des Amtes Eppingen mit Teilen des Amtes Sinsheim                      | Jakob Burkhard                                                                 | Bund der Landwirte                |
| 51.        | Wahlbezirk mit Teilen des Amtes Sinsheim                                         | Heinrich Neuwirth                                                              | Nationalliberale Partei           |
| 52.        | Wahlbezirk des Amtes Eberbach mit Teilen des Amtes Buchen                        | John Gustav Weiß                                                               | Nationalliberale Partei           |
| 53.        | Wahlbezirk des Amtes Mosbach                                                     | Rudolf Obkircher                                                               | Nationalliberale Partei           |
| 54.        | Wahlbezirk des Amtes Wertheim mit Teilen der Ämter Buchen und Tauberbischofsheim | August Neuhaus                                                                 | Zentrum                           |
| 55.        | Wahlbezirk mit Teilen des Amtes Tauberbischofsheim                               | Wilhelm Köhler                                                                 | Zentrum                           |
| 56.        | Wahlbezirk der Ämter Adelsheim und Boxberg                                       | Hermann Klein                                                                  | Nationalliberale Partei           |

## Belege und Anmerkungen
1. ↑  Ludwig Bauer, Bernhard Gißler: Die Mitglieder der Ersten Kammer der Badischen Ständeversammlung von 1819–1912. Fidelitas, Karlsruhe 1913, 5. Auflage, S. 61
2. ↑  Adolf Roth und Paul Thorbecke: Die badischen Landstände. Landtagshandbuch. Verlag der G. Braunschen Hofbuchdruckerei, Karlsruhe 1907, S. 272
3. 1 2 3 4 5 6 7 8 9 10 11 12 13 14 15 16 17 18 19 20 21 22  Dieser Mandatsträger ist in den amtlich veröffentlichten Abgeordnetenlisten als promovierter Akademiker ausgewiesen, d. h. dort üblicherweise mit einem vor dem Namen stehenden Doktor-Grad verzeichnet
4. 1 2 3 4 5 6  Von 1868 bis 1878 hieß das Pendant zur Deutschen Volkspartei in Baden Demokratische Partei
5. 1 2  Bis 1931 hieß die Stadt Baden-Baden nur Baden.
6. ↑  Dieser Mandatsträger ist in den amtlich veröffentlichten Abgeordnetenlisten als Hochschullehrer ausgewiesen, d. h. dort üblicherweise mit einem vor dem Namen stehenden Professoren-Titel verzeichnet